# Girolamo Luxardo
Girolamo Luxardo (Santa Margherita Ligure, 29 settembre 1784 – Zara, 8 settembre 1865) è stato un imprenditore e diplomatico italiano, fondatore dell'azienda Luxardo e viceconsole di Zara.

## Biografia
Nato in Liguria, cominciò come mercante di funi. Mentre si trovava a Trieste per lavoro, conobbe il produttore di liquori rosolio Giacomo Balletti, per il quale iniziò la distribuzione del liquore. Dopo poco tempo però, si trasferì a Zara, dove iniziò il commercio di coralli. Accumulato il capitale necessario, nel 1821 iniziò la produzione del rosolio maraschino, creando la Girolamo Luxardo. Nel 1829, ottenne dall'imperatore d'Austria Francesco I, l'esclusiva per produrre il liquore di ciliegie.
Fu nominato viceconsole di Zara e dirigente della Camera di commercio di Zara.